# Panneau d'interdiction de dépasser en France
Le panneau de signalisation routière français circulaire à fond blanc, bordé d'une couronne rouge et portant en son centre un pictogramme noir représentant deux automobiles respectivement de couleurs noire et rouge indique une interdiction de dépasser. Il signale à l'usager de la route qu'il n'est pas autorisé à dépasser les véhicules à moteur autres que ceux à deux roues sans side-car.
Les panneaux de fin d'interdiction sont codés respectivement B34 et B34a.

## Histoire
Le panneau d'interdiction de dépasser apparaît en France en 1932 sous la terminologie « défense de doubler ». En 1938 on le voit sous la forme de deux flèches dont l'une, plus longue et de couleur rouge, dépasse la plus petite de couleur noire. À peu près aux mêmes dates figure le modèle aux deux voitures. C'est ce second modèle qui est retenu en 1946,. La couronne rouge ceinture alors le panneau et le design des véhicules est ancien. Il figure explicitement dans le fascicule Nouvelle signalisation routière édité par le Ministère des Travaux Publics, des Transports et du Tourisme, annexé au code de la route de 1954.
Il est repris tel quel en 1963, puis en 1967.

### Galerie de l'évolution des normes

B3 - 1963.
B3 - Arrêté des 6 et 7 juin 1977 (France) - toujours en vigueur.

### Illustrations

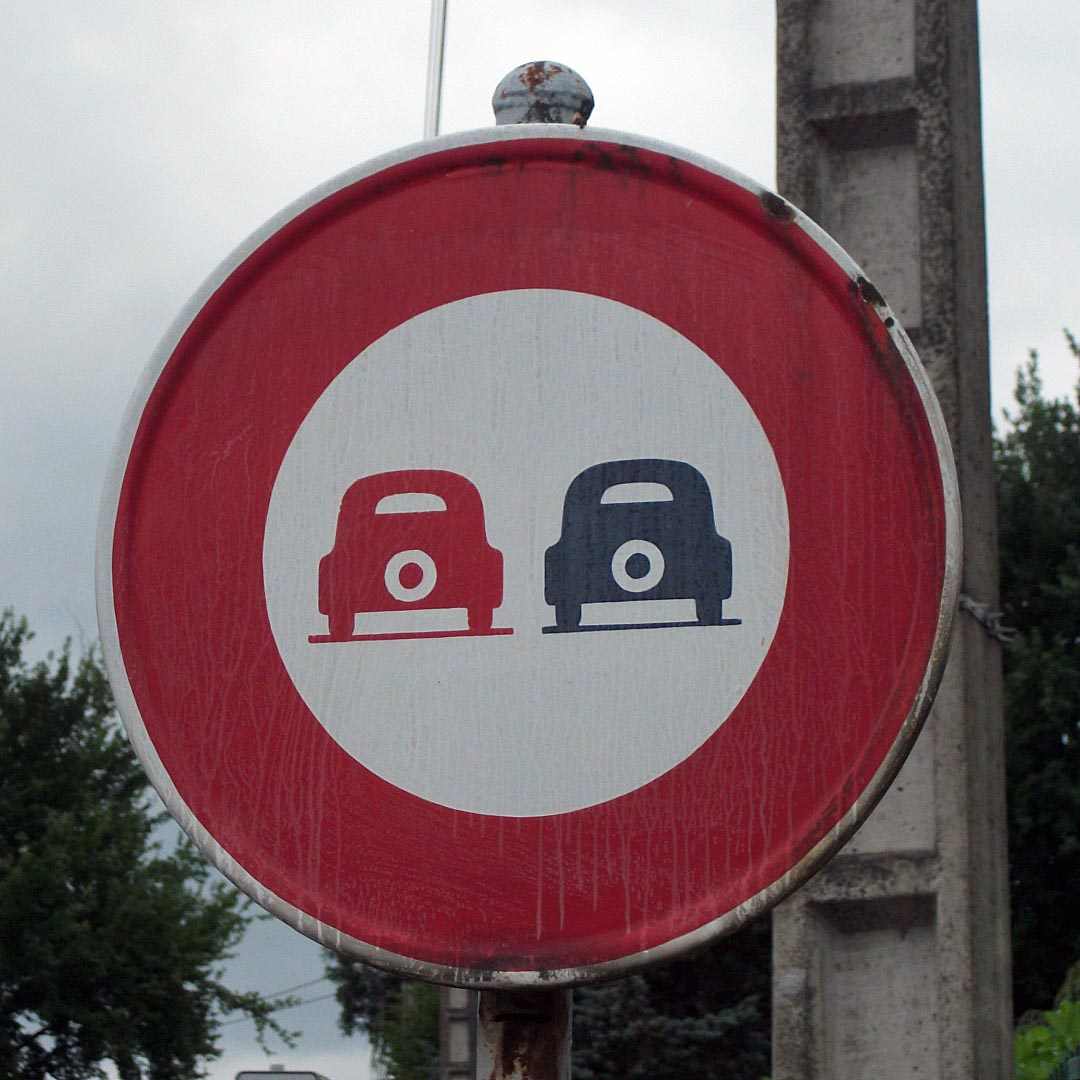
Panneau de 1953.
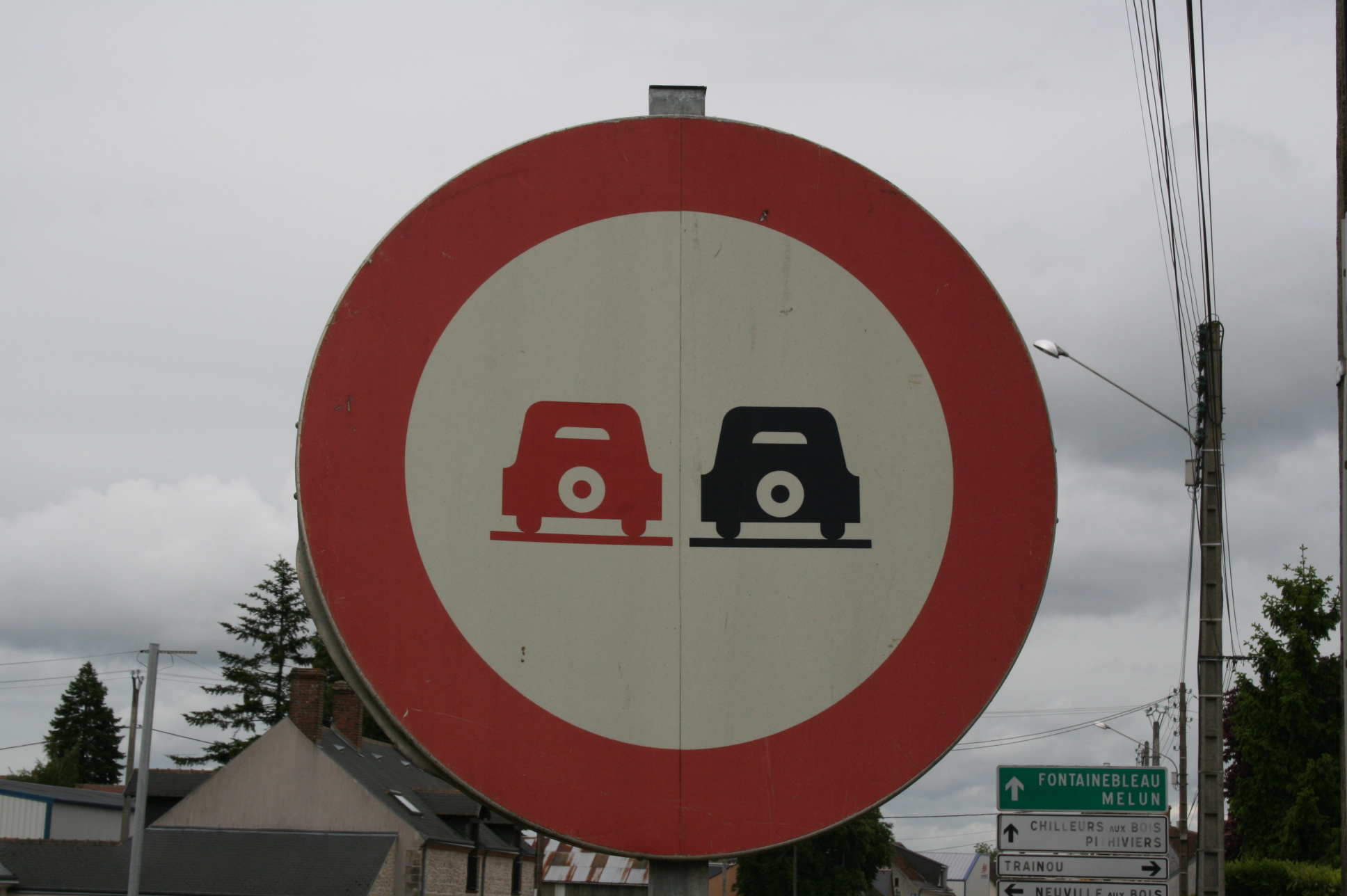
Panneau B3 - version de 1967.
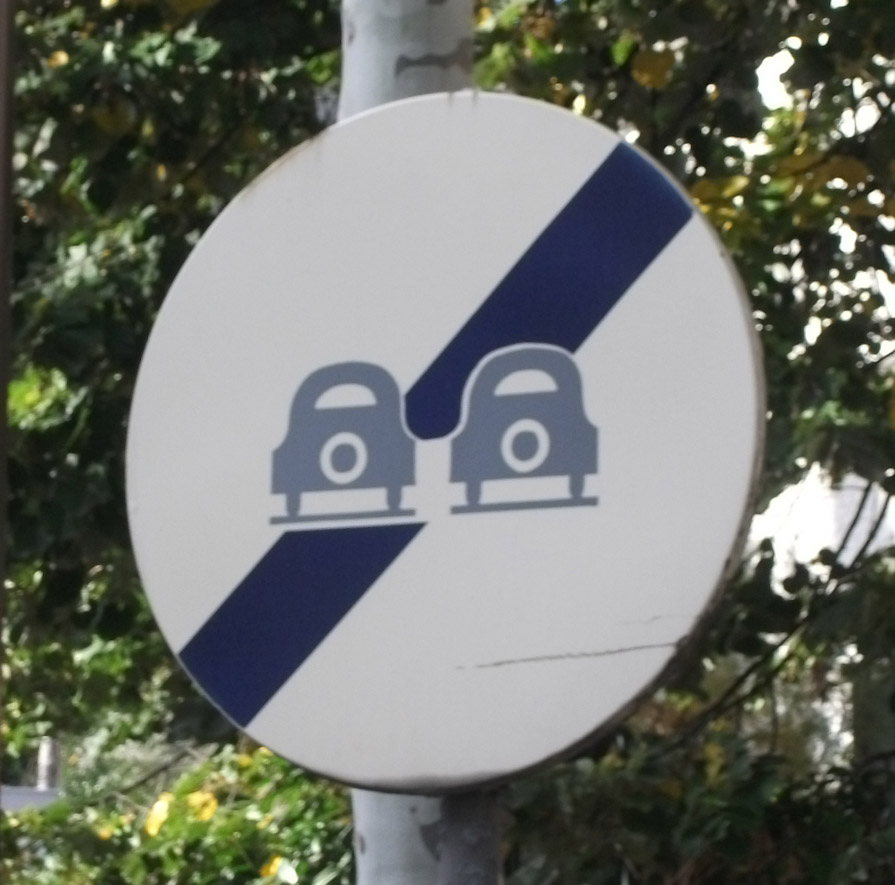
Panneau B34 (daté de 1971) déposé.

En 1977, le design des automobiles change et la couronne rouge est bordée d'un listel blanc. Cette version est toujours en vigueur.

## Usage

### Le Code de la Route
Selon le code de la route, tout conducteur souhaitant dépasser un véhicule le précédant doit s'assurer qu'il peut le faire sans danger. Il peut ainsi le faire si :
- il a la possibilité de reprendre sa place dans le courant normal de la circulation sans gêner celle-ci ;
- la vitesse relative des deux véhicules permettra d'effectuer le dépassement dans un temps suffisamment bref ;
- il n'est pas lui-même sur le point d'être dépassé ;
- aucun panneau d'interdiction l'en empêche.

Il doit, en outre, avertir de son intention l'usager qu'il veut dépasser.
Pour effectuer le dépassement, il doit se déporter suffisamment pour ne pas risquer de heurter l'usager qu'il veut dépasser. Il ne doit pas en tout cas s'en approcher latéralement à moins d'un mètre en agglomération et d'un mètre et demi hors agglomération s'il s'agit d'un véhicule à moteur.
Les dépassements s'effectuent à gauche. Par exception à cette règle, tout conducteur doit dépasser par la droite :
- un véhicule dont le conducteur a signalé qu'il se disposait à changer de direction vers la gauche ;
- un véhicule qui circule sur une voie ferrée empruntant la chaussée lorsque l'intervalle existant entre ce véhicule et le bord de la chaussée est suffisant ; toutefois, dans ce dernier cas, le dépassement peut s'effectuer à gauche sur les routes où la circulation est à sens unique ou sur les autres routes lorsque le dépassement laisse libre toute la moitié gauche de la chaussée.

Tout dépassement est interdit sur les chaussées à double sens de circulation, lorsque la visibilité vers l'avant n'est pas suffisante, ce qui peut être notamment le cas dans un virage ou au sommet d'une côte, sauf si cette manœuvre laisse libre la partie de la chaussée située à gauche d'une ligne continue ou si, s'agissant de dépasser un véhicule à deux roues, cette manœuvre laisse libre la moitié gauche de la chaussée.
Tout dépassement autre que celui des véhicules à deux roues est interdit aux intersections de routes, sauf pour les intersections où les conducteurs circulant sur les autres routes doivent leur laisser le passage.

### Utilisation du panneau B3

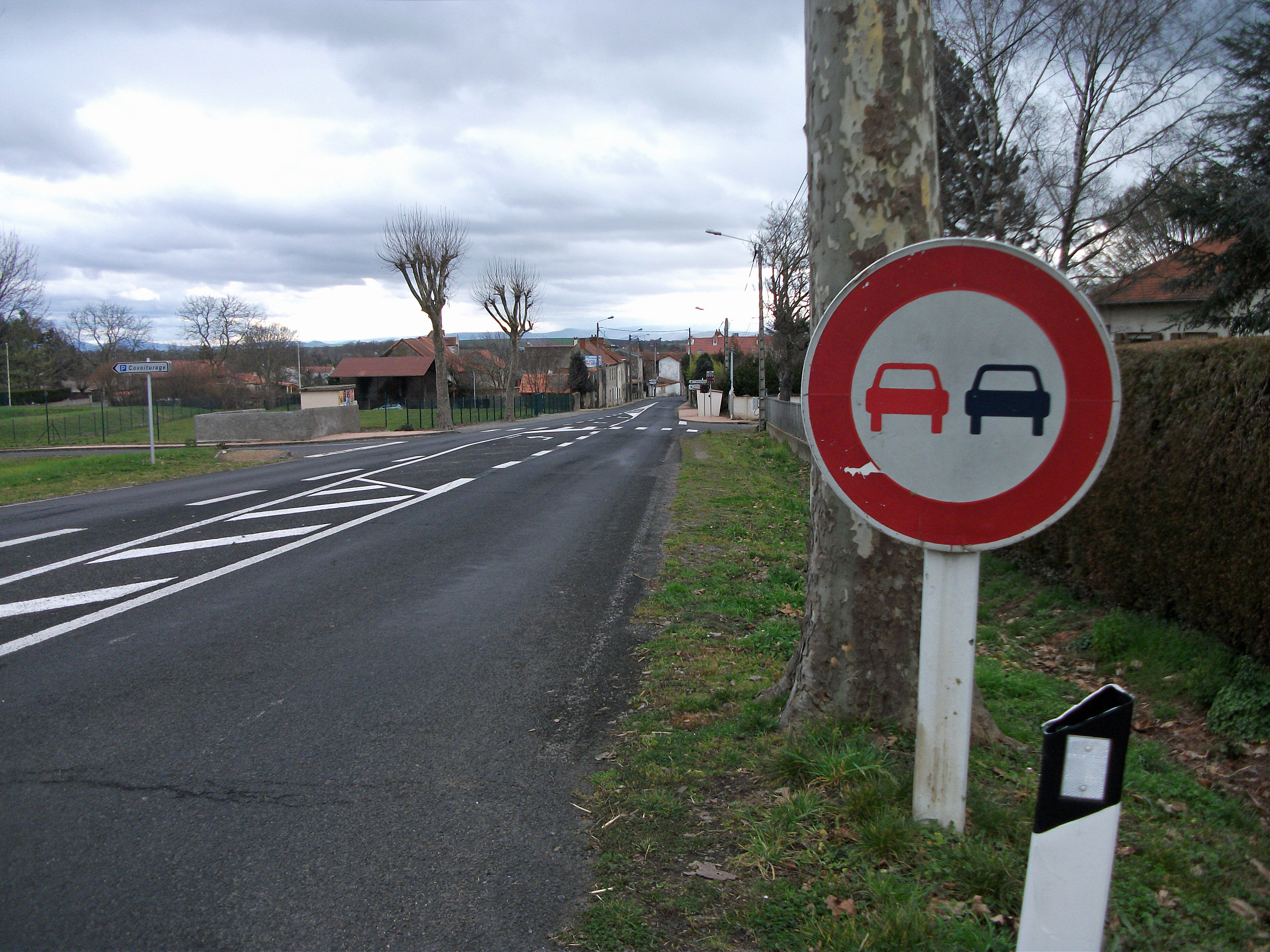
Utilisation du panneau sur une route en agglomération.

Pour signaler qu'en supplément des prescriptions générales imposées par le code de la route rappelées ci-dessus, il est interdit de dépasser tous les véhicules à moteur autres que les véhicules à deux roues sans side-car, on utilise le panneau B3.
Pour signaler que le dépassement n'est interdit, dans les mêmes conditions, qu'aux véhicules de transport de marchandises dont le poids total autorisé en charge ou le poids total roulant autorisé est supérieur à 3,5 tonnes, on utilise le panneau B3a.
Ces panneaux peuvent être complétés par un panonceau précisant l'interdiction.

## Caractéristiques
Il existe cinq gammes de dimensions de panneaux de prescription.

## Implantation
Comme la plupart des panneaux de prescription, les panneaux B3 et B3a sont placés au voisinage immédiat de l'endroit où la prescription commence à s'imposer. Ils doivent être répétés après chaque intersection autre que celles avec des voies privées non ouvertes à la circulation publique ou des chemins de terre.

### Distance latérale

Implantation d'un panneau de prescription sur accotement en rase campagne.

Sauf contrainte de site, la distance entre l'aplomb de l'extrémité du panneau situé du côté de la chaussée et la rive voisine de cette extrémité ne doit pas être inférieure à 0,70 m.
En rase campagne, les panneaux sont placés en dehors de la zone située en bord de chaussée et traitée de telle façon que les usagers puissent y engager une manœuvre de redirection ou de freinage dite « zone de récupération », ou leur support au minimum à 2 m du bord voisin de la chaussée, à moins que des circonstances particulières s'y opposent (accotements étroits, présence d'une plantation, d'une piste cyclable, d'une voie ferrée, etc.).
En agglomération, les panneaux sont placés de manière à minimiser la gêne des piétons.
Le support) d'un signal peut aussi être implanté sur une propriété riveraine ou ancré à une façade après accord du propriétaire ou par application si cela est possible en vertu du décret-loi du 30 octobre 1935 et du décret 57180 du 16 février 1957.

### Hauteur au-dessus du sol
En rase campagne, la hauteur réglementaire est fixée en principe à 1 m (si plusieurs panneaux sont placés sur le même support, cette hauteur est celle du panneau inférieur), hauteur assurant généralement la meilleure visibilité des panneaux frappés par les feux des véhicules. Elle peut être modifiée compte tenu des circonstances locales soit pour assurer une meilleure visibilité des panneaux, soit pour éviter qu'ils masquent la Circulation.
En agglomération, lorsqu’il y a un éclairage public, les panneaux peuvent être placés à une hauteur allant jusqu'à 2,30 m pour tenir compte notamment des véhicules qui peuvent les masquer, ainsi que de la nécessité de ne gêner qu'au minimum la circulation des piétons.

### Position de la face
Le plan de face avant d'un panneau implanté sur accotement ou trottoir doit être légèrement incliné de 3 à 5° vers l'extérieur de la route afin d'éviter le phénomène de réflexion spéculaire qui peut, de nuit, rendre le panneau illisible pendant quelques secondes.

## Visibilité de nuit
Les panneaux et panonceaux de signalisation doivent être visibles et garder le même aspect de nuit comme de jour. Les signaux de danger sont tous rétroréfléchissants ou éventuellement dans certaines conditions définies ci-dessous, éclairés.
Les revêtements rétroréfléchissants doivent avoir fait l'objet, soit d'une homologation, soit d'une autorisation d'emploi à titre expérimental. La rétroréflectorisation porte sur toute la surface des panneaux et panonceaux à l'exception des parties noires ou grises.